# آلدک
آلدک (انگلیسی: Aldec) شرکت الکترونیک آمریکایی است، که در سال ۱۹۸۴ تأسیس شد.